# Igor Łasicki
Igor Michał Łasicki (Wałbrzych, 26 giugno 1995) è un calciatore polacco, difensore del Wisła Cracovia.

## Caratteristiche tecniche
Difensore centrale dotato di buon fisico, abile nei colpi di testa e negli anticipi difensivi.

## Carriera

### Club
Cresciuto nel vivaio del Zagłębie Lubin, è passato al Napoli nel 2012, inizialmente per rinforzare la formazione Primavera. Il 18 settembre 2013 ha esordito in UEFA Youth League, disputando le cinque partite della fase a gironi, e segnando nel corso della sconfitta contro i pari età del Real Madrid agli ottavi di finale
Notato da Rafael Benítez, l'11 maggio 2014 è stato convocato per la prima volta in prima squadra, in vista della partita contro la Sampdoria. Una settimana più tardi ha esordito in Serie A con la maglia del Napoli, entrando al posto di Jorginho e disputando i minuti finali della gara vinta contro il Verona per 5-1.
Il 19 luglio passa in prestito al Gubbio, imponendosi come titolare nel ruolo ma non riuscendo ad evitare la retrocessione in Serie D. Il 28 luglio 2015 viene ceduto alla Maceratese; poco impiegato nella prima parte di stagione, il 26 gennaio 2016 si trasferisce al Rimini.
Rientrato al Napoli, il 9 novembre rinnova con il club partenopeo fino al 2021; il 27 gennaio 2017, dopo non aver collezionato nessuna presenza in prima squadra, passa al Carpi.
Il 7 luglio viene ceduto, sempre a titolo temporaneo, al Wisła Płock. Qui gioca con continuità nella massima serie, trovando la sua prima rete il 4 novembre, nel corso della sconfitta interna contro il Jagiellonia. Disputato un buon campionato con il club polacco, il 5 luglio 2018 il prestito viene confermato per un'altra stagione.

### Nazionale
Entrato precocemente nel giro delle nazionali, nel 2012 ha partecipato al Campionato Europeo Under 17 con la maglia della Polonia, arrivando in semifinale e perdendo contro la Germania.
In seguito Łasicki ha collezionato presenze in tutte le nazionali giovanili polacche. Convocato per il Campionato europeo di calcio Under-21 2017, non disputa alcun incontro ufficiale con tale selezione, ma solo cinque amichevoli. Ha esordito con l'Under-21 il 4 giugno 2014, quando aveva meno di 19 anni, subentrando a Rafał Wolski nei minuti finali dell'amichevole contro la Bosnia Erzegovina.

## Statistiche

### Presenze e reti nei club
Statistiche aggiornate al 5 ottobre 2024.
| Stagione              | Squadra               | Campionato            | Campionato | Campionato | Coppe nazionali | Coppe nazionali | Coppe nazionali | Coppe continentali | Coppe continentali | Coppe continentali | Altre coppe | Altre coppe | Altre coppe | Totale | Totale |
| Stagione              | Squadra               | Comp                  | Pres       | Reti       | Comp            | Pres            | Reti            | Comp               | Pres               | Reti               | Comp        | Pres        | Reti        | Pres   | Reti   |
| --------------------- | --------------------- | --------------------- | ---------- | ---------- | --------------- | --------------- | --------------- | ------------------ | ------------------ | ------------------ | ----------- | ----------- | ----------- | ------ | ------ |
| 2013-2014             | Napoli                | A                     | 1          | 0          | CI\|            | -               | -               | UCL+UEL            | -                  | -                  | -           | -           | -           | 1      | 0      |
| 2014-2015             | Gubbio                | LP                    | 29+2       | 1          | CI-LP           | 1               | 0               | -                  | -                  | -                  | -           | -           | -           | 32     | 1      |
| 2015-gen. 2016        | Maceratese            | LP                    | 4          | 0          | CI-LP           | 2               | 0               | -                  | -                  | -                  | -           | -           | -           | 6      | 0      |
| gen.-giu. 2016        | Rimini                | LP                    | 6+2        | 0          | CI-LP           | -               | -               | -                  | -                  | -                  | -           | -           | -           | 8      | 0      |
| 2016-gen. 2017        | Napoli                | A                     | 0          | 0          | CI              | 0               | 0               | UCL                | -                  | -                  | -           | -           | -           | 0      | 0      |
| Totale Napoli         | Totale Napoli         | Totale Napoli         | 1          | 0          |                 | 0               | 0               |                    | -                  | -                  |             | -           | -           | 1      | 0      |
| gen.-giu. 2017        | Carpi                 | B                     | 4          | 0          | CI              | -               | -               | -                  | -                  | -                  | -           | -           | -           | 4      | 0      |
| 2017-2018             | Wisła Płock           | E                     | 20         | 2          | CP              | 1               | 0               | -                  | -                  | -                  | -           | -           | -           | 21     | 2      |
| 2018-2019             | Wisła Płock           | E                     | 27         | 1          | CP              | 2               | 0               | -                  | -                  | -                  | -           | -           | -           | 29     | 1      |
| Totale Wisła Płock    | Totale Wisła Płock    | Totale Wisła Płock    | 47         | 3          |                 | 3               | 0               |                    | -                  | -                  |             | -           | -           | 50     | 3      |
| 2019-2020             | Pogoń Stettino        | E                     | 11         | 0          | CP              | 1               | 0               | -                  | -                  | -                  | -           | -           | -           | 12     | 0      |
| 2020-2021             | Pogoń Stettino        | E                     | 1          | 0          | CP              | 0               | 0               | -                  | -                  | -                  | -           | -           | -           | 1      | 0      |
| 2021-2022             | Pogoń Stettino        | E                     | 5          | 0          | CP              | 0               | 0               | UECL               | 0                  | 0                  | -           | -           | -           | 5      | 0      |
| Totale Pogoń Stettino | Totale Pogoń Stettino | Totale Pogoń Stettino | 17         | 0          |                 | 1               | 0               |                    | 0                  | 0                  |             | -           | -           | 18     | 0      |
| 2022-2023             | Wisła Cracovia        | 1.L                   | 31+1       | 2+0        | CP              | 3               | 0               | -                  | -                  | -                  | -           | -           | -           | 35     | 2      |
| 2023-2024             | Wisła Cracovia        | 1.L                   | 10         | 0          | CP              | 4               | 0               | -                  | -                  | -                  | -           | -           | -           | 14     | 0      |
| 2024-2025             | Wisła Cracovia        | 1.L                   | 5          | 0          | CP              | 0               | 0               | UECL               | 1                  | 0                  | -           | -           | -           | 6      | 0      |
| Totale Wisla Cracovia | Totale Wisla Cracovia | Totale Wisla Cracovia | 46+1       | 2          |                 | 7               | 0               |                    | 1                  | 0                  |             | -           | -           | 55     | 2      |
| Totale carriera       | Totale carriera       | Totale carriera       | 159        | 6          |                 | 14              | 0               |                    | 1                  | 0                  |             | -           | -           | 174    | 6      |

### Cronologia presenze e reti in nazionale
| Cronologia completa delle presenze e delle reti in nazionale ― Polonia under 21 | Cronologia completa delle presenze e delle reti in nazionale ― Polonia under 21 | Cronologia completa delle presenze e delle reti in nazionale ― Polonia under 21 | Cronologia completa delle presenze e delle reti in nazionale ― Polonia under 21 | Cronologia completa delle presenze e delle reti in nazionale ― Polonia under 21 | Cronologia completa delle presenze e delle reti in nazionale ― Polonia under 21 | Cronologia completa delle presenze e delle reti in nazionale ― Polonia under 21 | Cronologia completa delle presenze e delle reti in nazionale ― Polonia under 21 |
| Data                                                                            | Città                                                                           | In casa                                                                         | Risultato                                                                       | Ospiti                                                                          | Competizione                                                                    | Reti                                                                            | Note                                                                            |
| ------------------------------------------------------------------------------- | ------------------------------------------------------------------------------- | ------------------------------------------------------------------------------- | ------------------------------------------------------------------------------- | ------------------------------------------------------------------------------- | ------------------------------------------------------------------------------- | ------------------------------------------------------------------------------- | ------------------------------------------------------------------------------- |
| 4-6-2014                                                                        | Cracovia                                                                        | Polonia under 21                                                                | 1 – 0                                                                           | Bosnia ed Erzegovina under 21                                                   | Amichevole                                                                      | -                                                                               | 68’                                                                             |
| 8-9-2015                                                                        | Kielce                                                                          | Polonia under 21                                                                | 0 – 0                                                                           | Svezia under 21                                                                 | Amichevole                                                                      | -                                                                               | 85’                                                                             |
| 8-10-2015                                                                       | Lublino                                                                         | Polonia under 21                                                                | 3 – 1                                                                           | Israele under 21                                                                | Amichevole                                                                      | -                                                                               | 89’                                                                             |
| 26-3-2016                                                                       | Włocławek                                                                       | Polonia under 21                                                                | 3 – 0                                                                           | Bielorussia under 21                                                            | Amichevole                                                                      | -                                                                               | 85’                                                                             |
| 27-3-2017                                                                       | Kielce                                                                          | Polonia under 21                                                                | 1 – 2                                                                           | Rep. Ceca under 21                                                              | Amichevole                                                                      | -                                                                               | 63’                                                                             |
| Totale                                                                          |                                                                                 | Presenze                                                                        | 5                                                                               |                                                                                 | Reti                                                                            | 0                                                                               |                                                                                 |

## Palmarès

### Club

#### Competizioni nazionali
- Coppa di Polonia: 1

Wisla Cracovia: 2023-2024